# حرب الإخوة
حَرْبُ الإخْوَةِ أَوْ حَرْبُ الشَّقِيقَيْنِ اسم يُطلق على فترة من الصراعات المُسلحة العنيفة التي دارت بين حركة أمل وحزب الله، خلال المراحل الأخيرة من الحرب الأهلية اللبنانية. بدأ الصراع باشتباكات بين الطرفين في مارس/آذار من العام 1988، ثم استحال إلى مواجهات عسكرية عنيفة في 5 نيسان من العام نفسه، ليمتد على طول ثلاث مراحل مُتقطّعة، خلال السنوات الثلاثة التي تلت تفجّر الصراع، حتى توقّف كُليًّا في 9 تشرين الثاني 1990 إثر توقيع اتفاق سلام بين الجانبين رعته سوريا وإيران بصفتهما الدولتين الراعيتين والداعمتين لطرفي النزاع.
كانت أفواج المقاومة اللبنانيّة الشهيرة باسم حركة أمل قد تشكّلت في العام 1974 جناحًا مُسلّحًا لحركة المحرومين التي أسّسها الإمام موسى الصدر. وعلى الرغم من دعمها المبدئي لقوى منظمة التحرير الفلسطينية في لبنان، أمام القوى المسيحية المناوئة لها في بداية الحرب الأهلية اللبنانية، إلا أن أمل سرعان ما تحوّلت ما بين أطراف النزاع إلى جانب الجيش السوري، بعد أن بدأ بعمليات عسكرية لتحجيم النفوذ الفلسطيني في لبنان. ومن الجانب الآخر بدأ حزب الله منظمةً تتألّف من عناصر محافظة من الطائفة الشيعية في لبنان، وتشكّل رسميًا هناك في العام 1982 ردًّا على غزو إسرائيل واحتلالها لجنوب لبنان. ومع انتهاء «حرب المخيمات» التي أطلقتها حركة أمل ضد منظمة التحرير الفلسطينية، بدأت فعليًا حرب الإخوة بين حزب الله وأمل، بعد عدة اشتباكات وقعت في جنوب لبنان وفي الضاحية الجنوبية لبيروت.

## خلفية الأحداث
بدأ المجتمع الشيعي في لبنان بالتجذّر في لبنان بين القرنين العاشر والحادي عشر نتيجة للتوسع الفاطمي في المنطقة. وبسبب الصراع الشيعي-السني عبر مر العصور المختلفة، اضطر الشيعة إلى التوجه جنوبًا، بعيدًا عن المدن والساحل. حين انهارت الدولة العثمانية في أوائل القرن العشرين، كانت مناطقهم السكانية هي بين الأكثر حرمانًا اجتماعيًا واقتصاديًا في جبل لبنان، وحيث كانوا يتوزّعون في منطقة جبل عامل في الجنوب، ووادي البقاع في الشمال الشرقي. في العام 1920، قرّر الانتداب الفرنسي على لبنان انتزاع لبنان من سوريا الكبرى، بهدف منح المسيحيين الموارنة في جبل لبنان الأساس الجغرافي لإنشاء دولة مستقلة خاصة بهم. ولكن بسبب المحدودية الجغرافية للمسيحيين اللبنانيين، ضُمت الأراض ذات الغالبية الشيعية ضمن حدود الدولة المستقبلية، مما ساهم في حصولهم على مواطنة الدولة الحديثة. إلا أن تلك الإجراءات لم تساعد في إنهاء شعورهم بكونهم مواطنين من الدرجة الثانية. غير أن وضع الشيعة - مع مرور الزمن - أصبح يتحسّن تدريجيًا، وتم الاعتراف بهم رسميًا كطائفة إلى جانب طوائف لبنان، ومُنحوا الحق بالاحتفال بعاشوراء.
عندما بدأ الوضع الاقتصادي في التحسن في الخمسينيات، بدأ الشيعة الذين انتقل كثير منهم إلى المناطق الحضرية، في السعي للحصول على تمثيل سياسي لهم. في هذه الأثناء، تحديدًا في العام 1959، وصل الإمام موسى الصدر رجل الدين اللبناني (يحمل الجنسية الإيرانية) إلى لبنان، ليؤم المسلمين الشيعة في مدينة صور. منذ ذلك الحين، سعى الصدر إلى تعزيز مصالح مجتمعه من خلال خلق «هوية شيعية لبنانية» تتسق مع الهوية الوطنية اللبنانية الأوسع.
قبل تأسيس الصدر المجلس الإسلامي الشيعي الأعلى في العام 1967، ثم حركة المحرومين في العام 1974، كان الشيعة اللبنانيون الذين شعروا منذ فترة طويلة بأنهم محرومون من حقوقهم السياسية، يميلون إلى الانضمام إلى صفوف الحركات والمجموعات السياسية والاجتماعية المتنوّعة المتاحة آنذاك، مثل: الحزب الشيوعي اللبناني، التيار الناصري، حزب البعث وحتى ضمن الحركات الفلسطينية. لكن ما إن برزت حركة المحرومين، حتى أصبحت الحركة الأكثر شعبية بين أوساط الشيعة من الطبقة المتوسطة والمغتربين اللبنانيين العائدين من غرب إفريقيا،  وكذلك بين بعض الزعامات المتنفّذة داخل النظام الإقطاعي اللبناني. كانت سياسة الصدر المتمثّلة بضرورة التضامن الاجتماعي بين الشيعة ومقاومة إسرائيل، نقطة جاذبة لمجتمعه، وساهمت بنمو حركته.

### الحرب الأهلية وصعود حزب الله

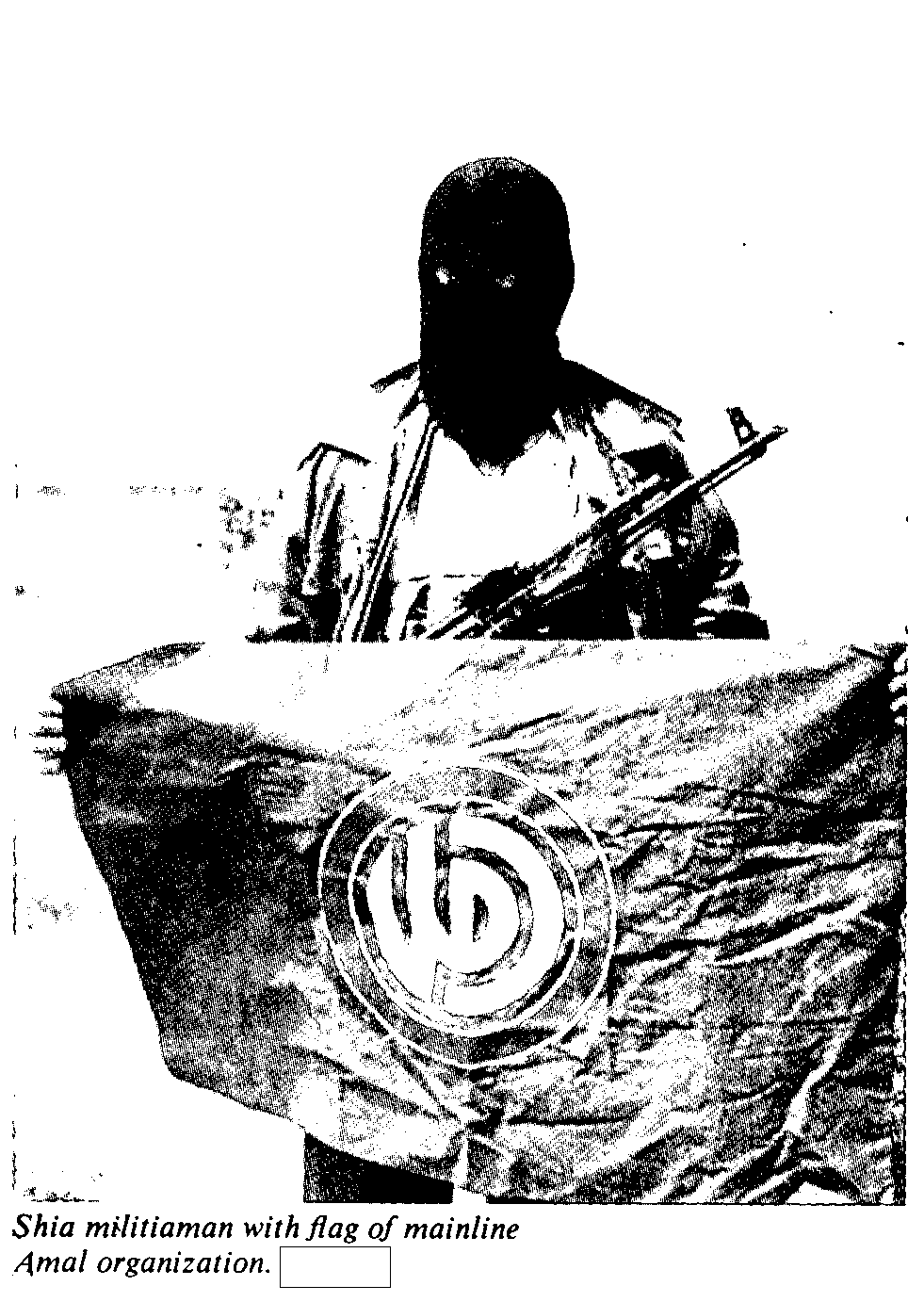
أحد مقاتلي حركة أمل إبّان الحرب الأهلية اللبنانية، يحمل راية الحركة.

خلال المراحل الأولى من الحرب الأهلية اللبنانية، تبنى الصدر سياسة اللاعنف، إلّا أنه بعد أشهر من ذلك،  اضطر لأن يؤسس في شهر تموز من العام 1975 حركة أمل وهي اختصار للأحرف الأولى من أفواج المقاومة اللبنانية،  كجناح عسكري لحركة المحرومين، عقب وقوع انفجار قاتل في معسكر تدريبي في وادي البقاع. وعلى الرغم من ضعف قيادة أمل المركزية، إلا أن الحركة نمت بسرعة. وكان النمو العسكري المتسارع للحركة، مرده الوجود العسكري المتنامي لمنظمة التحرير الفلسطينية في المناطق الشيعية في الجنوب، واستخدام حركات المنظمة أساليب مثل التعذيب،  التي زادت من حدّة التوتر بين الطرفين.
قبل ذلك، كان الشيعة اللبنانيون، خاصة أولئك الذين يعيشون في الجنوب، مؤيدين عمومًا لمنظمة التحرير الفلسطينية التي كانت حركة أمل متحالفة معها في الأصل، ولكن العلاقات توترت بينهما، بسبب دعم أمل للتدخل السوري عام 1976 ضد الحركة الوطنية اللبنانية المتحالفة مع منظمة التحرير الفلسطينية. كما أثار الصدر انتقادات من داخل المجتمع الشيعي عندما أبرم في عام 1976 اتفاقًا مع قوات الكتائب المارونية التي حاصرت حي النبعة في منطقة برج حمود في بيروت، مما أدى لتهجير مائة ألف شيعي، من بينهم محمد حسين فضل الله من الحي إلى جبل عامل والبقاع. أدّى تبادل الاشتباكات العسكرية بين الجيش الإسرائيلي ومنظمة التحرير الفلسطينية، خاصة في العام 1978، بعد أن شنّت إسرائيل عملية الليطاني ضد منظمة التحرير الفلسطينية، إلى إلحاق أضرار بالمجتمع الشيعي في جنوب لبنان. انتقد الصدر منظمة التحرير الفلسطينية لتسبّبها بالحملة العسكرية الإسرائيلية،  وبدأ أنصار أمل بإلقاء اللوم على الفلسطينيين بسبب محنتهم المجتمعية. إثر ذلك، ازدادت الاشتباكات العنيفة بين أمل والفصائل الفلسطينية المختلفة في البلاد بين عامي 1978 و1982، وهو العام الذي جرى فيه الغزو الإسرائيلي للبنان. وقد رحب بعض الشيعة في الجنوب، بالعملية الإسرائيلية - التي أدّت في نهاية المطاف في طرد منظمة التحرير الفلسطينية من لبنان - لأنها هدفت إلى تدمير خصومهم الفلسطينيين.

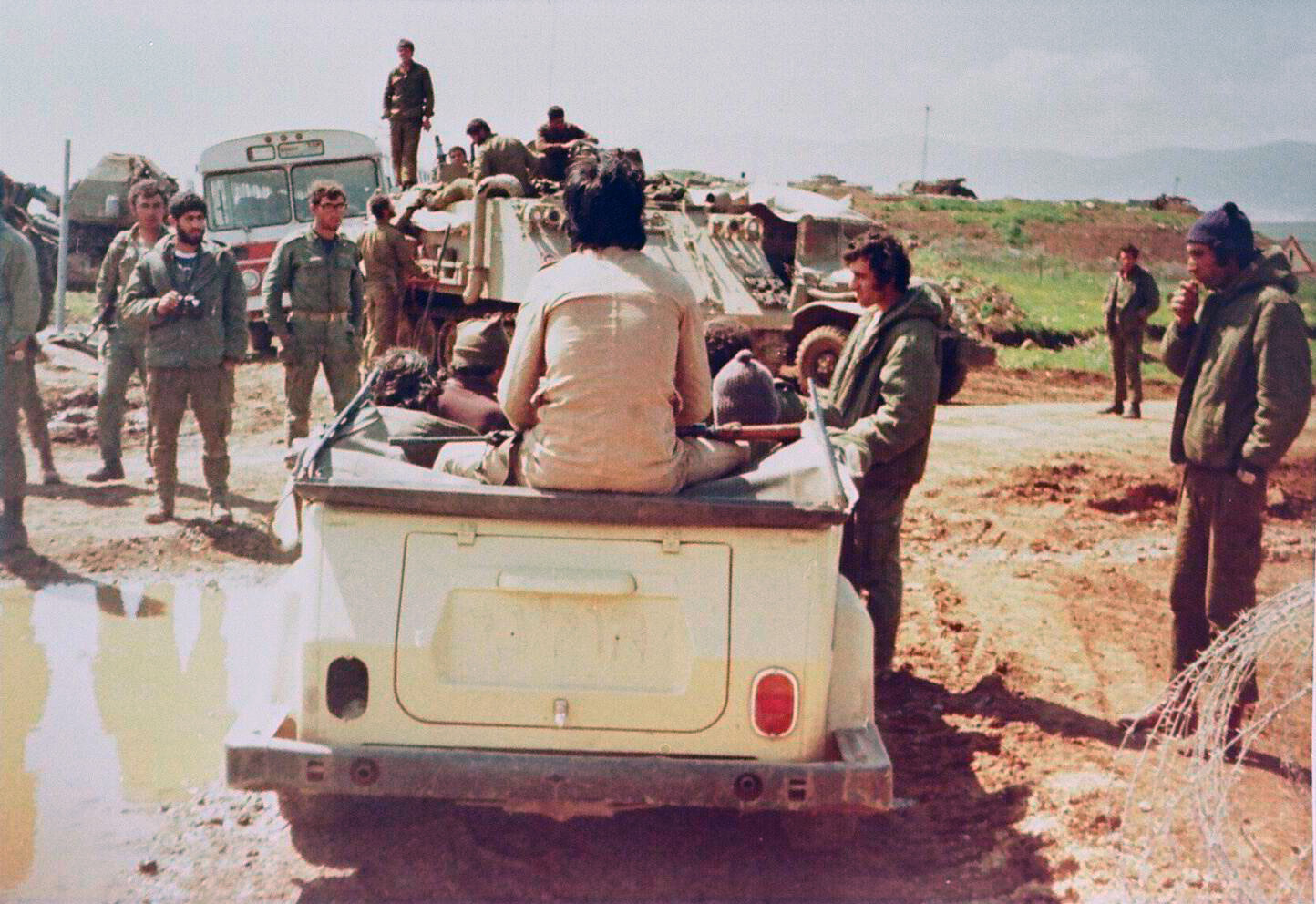
جنود إسرائيليون يجتمعون مع سعد حداد أثناء عملية الليطاني.

أدى اختفاء موسى الصدر في عام 1978، أثناء رحلته إلى ليبيا في أعقاب عملية الليطاني، إلى حدوث صراع من أجل التأثير بين الأوساط الشيعية على خلفية الفراغ الذي خلّفه الصدر، مما جعل قيادة أمل تنقسم إلى شقّين، معتدل ومتطّرف. كان للثورة الإسلامية الإيرانية عام 1979، تأثير مهم، على الشيعة في لبنان، حيث تمكّنت في وقت لاحق من خلال حزب الله، بالنفوذ إلى داخل المجتمع على حساب الانشقاقات الداخلية التي عصفت بحركة أمل. نشأ حزب الله جراء صفقة سورية إيرانية سمحت لطهران بنشر 1,500 فرد من الحرس الثوري في هيئة علماء دين ومسؤولين عسكريين.

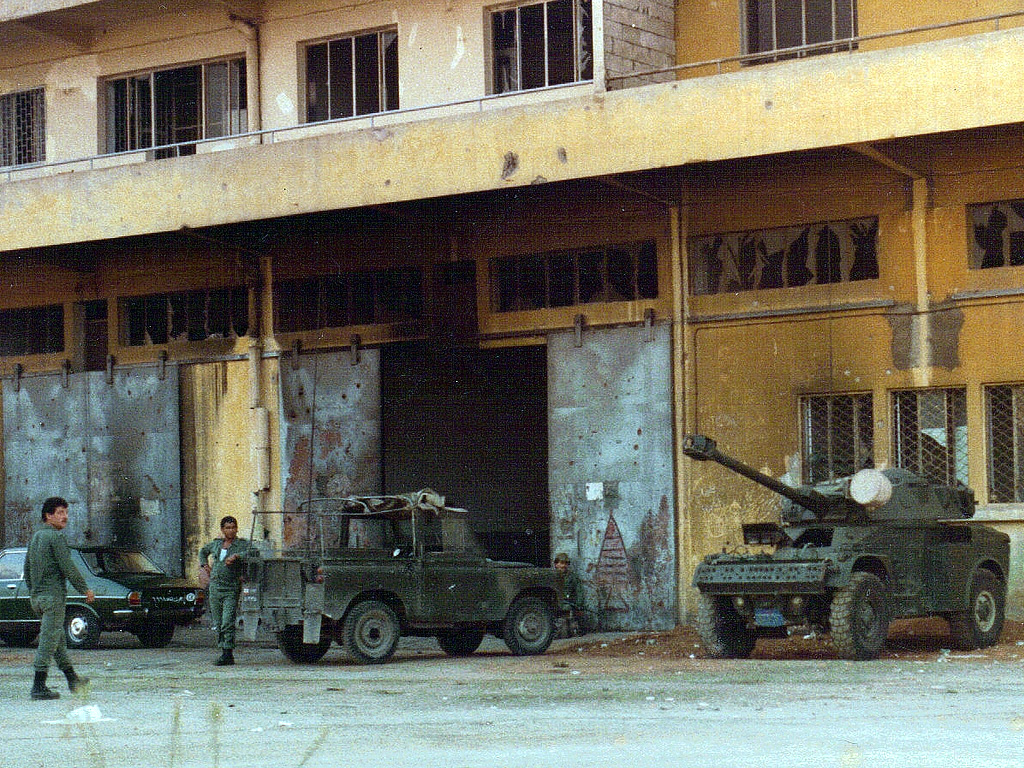
جنود لبنانيون في بيروت سنة 1982.

كان مبعث الصفقة، قلق الحكومة السورية من احتمال حدوث تأثير إسرائيلي بين الشيعة في الجنوب اللبناني،  في أعقاب الغزو الإسرائيلي عام 1982، ما جعلها تسمح لوفد من الحرس الثوري الإيراني بالعمل بحرية في البلاد، على الرغم من الحذر السوري من احتمال ترسّخ رجال الدين الإيرانيين في لبنان. في شهر حزيران من العام 1982، انشق حسين الموسوي نائب رئيس حركة أمل، عن الحركة، ليُشكّل حركة أمل الإسلامية. بعد شهرين، التقى الزعيم الإيراني آية الله الخميني مع عدد من الشخصيات الشيعية اللبنانية البارزة في طهران،  بمن فيهم فضل الله وصبحي الطفيلي الذي أصبح لاحقًا أول أمين عام لحزب الله. خلال ذلك اللقاء، شجع الخميني أعضاء الوفد على تشكيل حركة مقاومة ضد إسرائيل في جنوب لبنان، وساعد وفد الحرس الثوري الإيراني المُتمركز في وادي البقاع في تشكيل نواة قيادة حزب الله، بعد حملة تجنيد حشد فيها العديد من رجال الدين اللبنانيين في صفوفه. في الوقت نفسه، نما الجناح العسكري لحزب الله بسرعة، نتيجة للتمويل والتدريب الإيرانيين واسعي النطاق. وقد ضمّت المجموعات المكوّنة لحزب الله، اتحاد الطلاب المسلمين والفرع اللبناني لحزب الدعوة الإسلامية في العراق اللذان ساعد فضل الله في تشكيلهما،  بالإضافة إلى حركة أمل الإسلامية التي أسسها حسين الموسوي.

## ما قبل الحرب

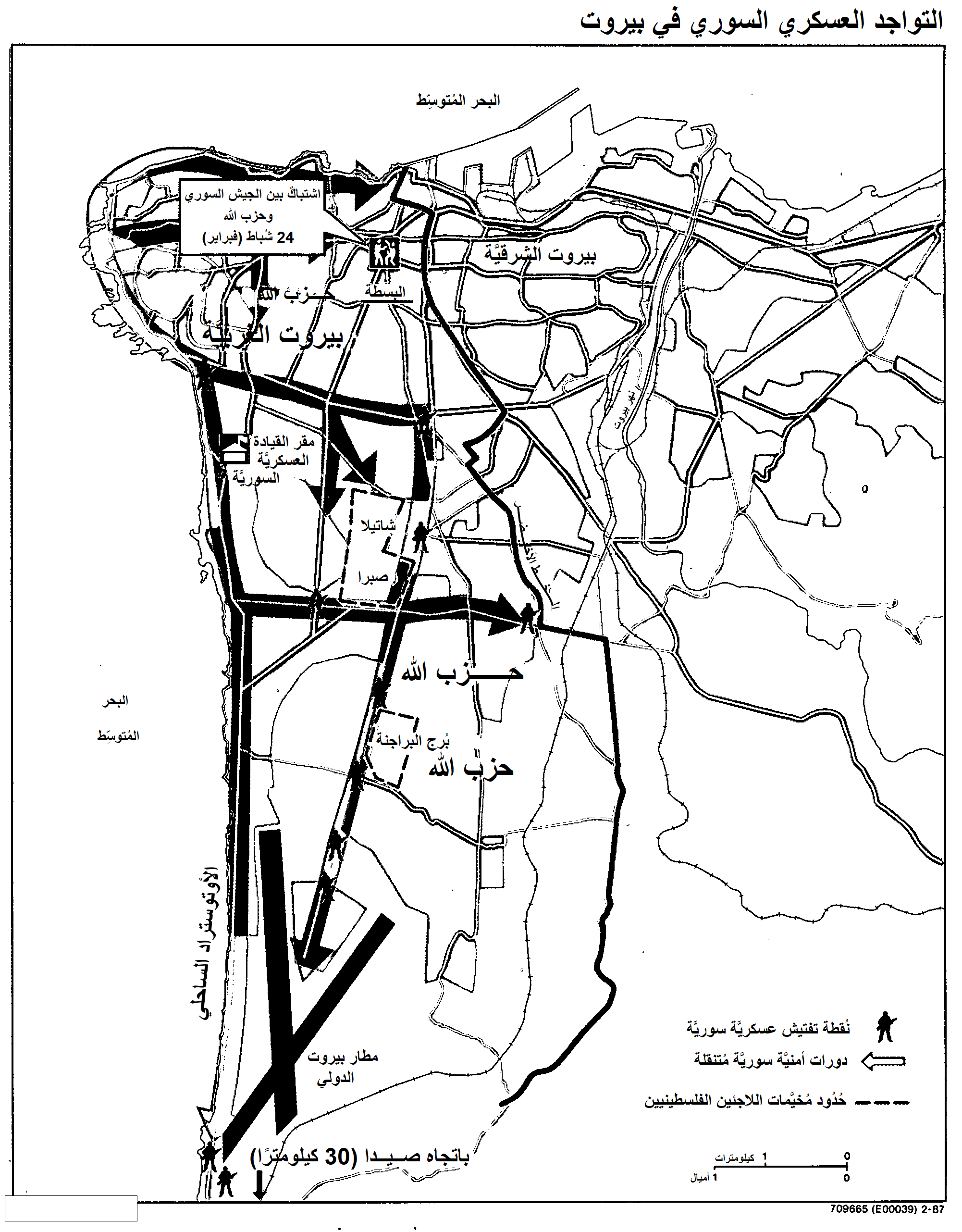
خريطة سيطرة حزب الله وسوريا على بيروت عام 1987.

كرّس حزب الله نفسه في الأصل للإطاحة بالحكومة اللبنانية، ورفع شعار مقاومة وجود القوات الإسرائيلية الغازية، والقوات متعددة الجنسيات في لبنان، كما يتضح في أوّل بيان أصدره الحزب على شكل «رسالة مفتوحة» - تلاها إبراهيم أمين السيّد المتحدّث باسم الحزب - في 16 شباط 1985، حيث أعلن فيها عن وجوده وكشف عن برنامجه السياسي، وقد عُدّ البيان بمثابة الوثيقة السياسية الأولى للحزب.

كان الحزب قد شن في أوائل الثمانينيات، سلسلة من الهجمات برعاية الجمهورية الإسلامية الإيرانية، ولم يمض وقت طويل بعدها حتى قُضي على القوات متعددة الجنسيات في لبنان. شملت هذه الهجمات، التفجيرات الانتحارية في بيروت عام 1983، التي استهدفت قصف مبان منفصلة تضم تلك القوات، مما أسفر عن مقتل 241 جنديًا أمريكيًا و58 من المظليين الفرنسيين. كذلك، خلال الحرب الأهلية، نفّذ الحزب سلسلة من عمليات الاختطاف للأجانب وأخرى لاغتيال السياسيين،  وبسبب ذلك، تلقّت سوريا مجموعة من الانتقادات الدولية التي تحدّثت عن وجود صلة لها بحزب الله،  ما دفع بالحكومة السورية حينًا - وحينًا آخر عبر حركة أمل المتحالفة معها - على العمل من أجل وضع حدّ للجناح العسكري للحزب، لتُحقّق صورة إيجابية لها عبر وسائل الإعلام العالمية والأمريكية. ووصل الأمر بأن وجّه الرئيس السوري حافظ الأسد، تحذيرًا قال فيه أنه سوف يطرد الحرس الثوري الإيراني من لبنان، على خلفية حادثة اختطاف حزب الله لديفيد دودج، القائم بأعمال رئيس الجامعة الأمريكية في بيروت. كذلك أصبح زعيم حركة أمل نبيه برّي، هدفًا لمحاولات اغتيال عديدة - مدعومة إيرانيًا - نُفِذت بواسطة حزب الله وغيره من العناصر المؤيدة للخميني في لبنان. وتحقّق تهديد الأسد للحرس الثوري الإيراني على الأمر الواقع، عندما طرد الجيش السوري ثلاثمائة من جنود الحرس كانوا يتمركزون في محافظة بعلبك الهرمل، بعد شكوى تقدّم بها برّي إلى الحكومة السورية بشأن محاولات اغتياله.

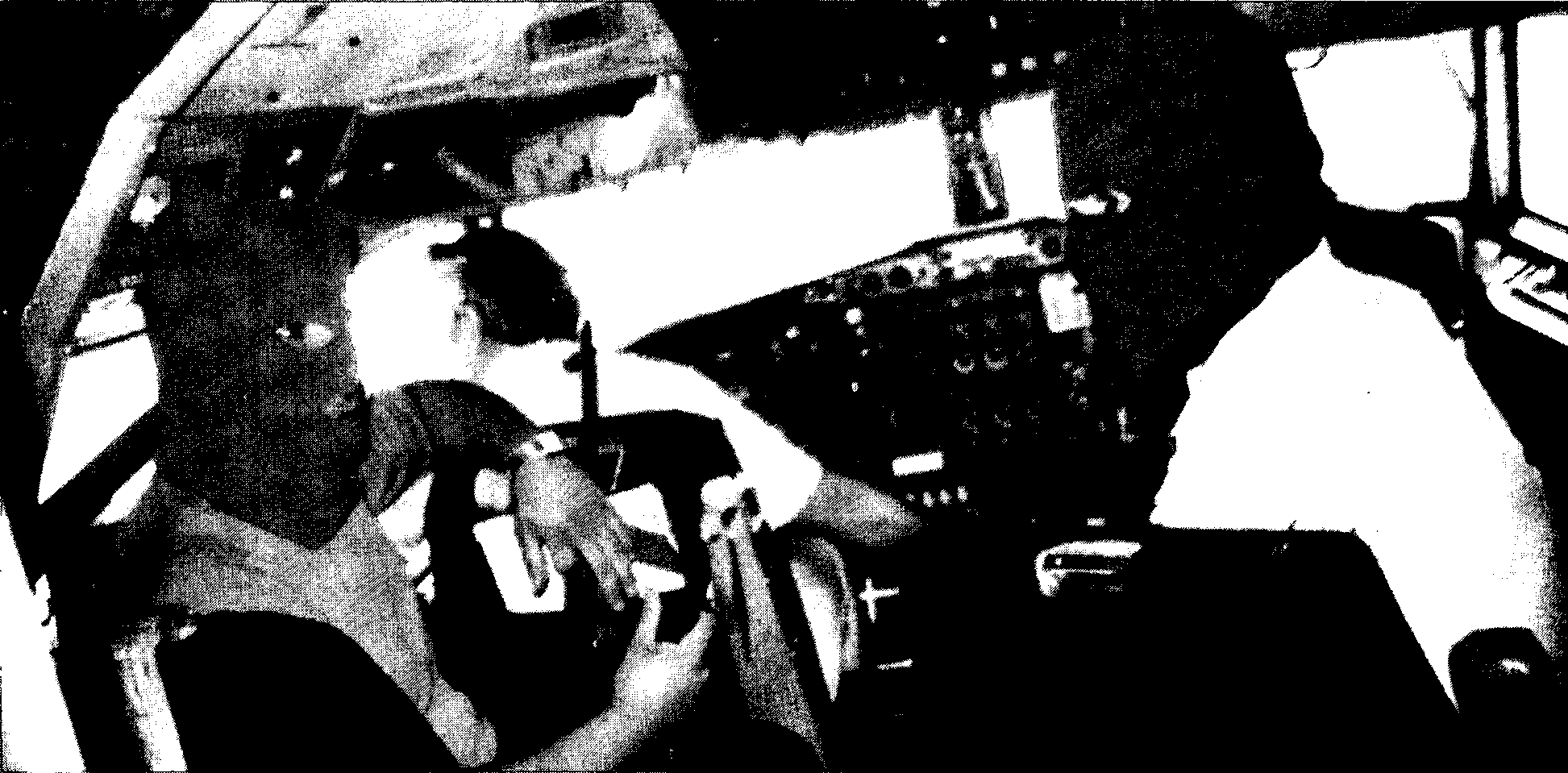
مجموعة من مقاتلي حزب الله، يحرسون قبطان طائرة TWA، التي قاموا بخطفها في 14 يونيو/حزيران 1985

من جانب متّصل، سبّبت عملية اختطاف طائرة تي دبليو إيه الرحلة 847 المتجهة من أثينا إلى روما، في العام 1985، التي قام بها حزب الله، بمزيد من الإحراج لبرّي وسوريا، حيث هبط الخاطفون بالطائرة في مطار بيروت الذي كان تحت سيطرة حركة أمل، مما زاد من التوّتر بين المعسكرين السوري والإيراني.
في وقت لاحق من ذلك العام أيضًا،  عارض حزب الله الاتفاق الثلاثي الذي توّسطت فيه سوريا من أجل إنهاء الحرب الأهلية اللبنانية، حيث مثّل برّي القوى الشيعية في لبنان وعُدّت أمل جنبًا إلى جنب القوات اللبنانية والحزب التقدمي الاشتراكي باعتبارها القوى الثلاثة المتصارعة الرئيسية على الساحة اللبنانية، ليرد الحزب من جانبه على ذلك الاتفاق بدعم منظمة التحرير الفلسطينية - المناوئة للوجود السوري في لبنان - في حرب المخيمات التي شنّتها حركة أمل بدعم سوري من أجل منع عودة ظهور منظمة التحرير الفلسطينية بقيادة ياسر عرفات في لبنان. برّر حزب الله دعمه للقوى الفلسطينية ضد قوات أمل، لاعتباره أن أي قتال بين المسلمين في لبنان من شأنه أن يُضعف الجبهة المقاومة لإسرائيل،  وكانت إيران من وراءِ تُعلن أنّها حريصة على رفع حصار حركة أمل عن المخيمات الفلسطينية،  مُندّدة علنًا بعمليات أفواج المقاومة اللبنانية، لأنها تصب في مصلحة الإسرائيليين، مما يؤثر سلبًا على إنشاء ائتلاف شيعي فلسطيني.
من جانبها، لم يكن مبعث قلق حركة أمل مردّه إلى تزايد أعداد المقاتلين الفلسطينيين في لبنان فحسب، بل أيضًا لأن المعسكرات الفلسطينية كانت تقع جغرافيًا بين معاقلها في بيروت الغربية والمناطق الشيعية الواقعة تحت سيطرة حزب الله في المدينة، الذي بدأ يكتسب نفوذًا على حساب أمل. وكان من النادر أن تحدث مناوشات عنيفة بين أمل وحزب الله، عدا عن اشتباكات محدودة حدثت مرتين في العام 1986، أثناء حرب المخيمات. وكانت أمل قد اشتبكت مع حزب الله في شهر شباط، حين قاتلته بدعم من اللواء السادس الشيعي في الجيش اللبناني في بيروت، واشتبكت معه مرة أخرى في شهر أيلول، إلا أنّه جرى تدخل دبلوماسي إيراني هذه المرة من أجل وقف إطلاق النار بينهما. حدثت مواجهة أخرى بين الطرفين في العام 1987، بعد أن منعت قوات أمل أكثر من ألفين وخمسمائة من أنصار حزب الله بإقامة مسيرة باتجاه مدينة صور في الجنوب، وقد رافقت تلك المواجهة خروج مظاهرة كبيرة في المدينة، شارك فيها الآلاف من الشيعة لدعم أمل. في الوقت نفسه، عقب حادثتي اختطاف، اتُّهِمت بهما حزب الله، حدثتا في أواخر العام 1986 وأوائل العام 1987، نشرت الحكومة السورية قوة خاصة في بيروت الغربية، حيث يُعتقد أن الرهائن كانوا محتجزين فيها. وامتد غضب الحكومة السورية، فاستهدف الجيش السوري في 25 شباط 1987، ثكنة فتح الله (المقر الرئيسي لحزب الله، الواقع في حي البسطا في بيروت الغربية)، ليقوم السوريون إثر ذلك بإعدام 23 من مقاتلي حزب الله، وهو ما وضع مقاتلي حزب الله في حالة تأهب قصوى عقب «المجزرة غير المبرّرة» على حد تعبير القيادة العليا للحزب، التي أدانت الحادثة، مطالبة من الحكومة السورية الاعتذار.

## الأحداث

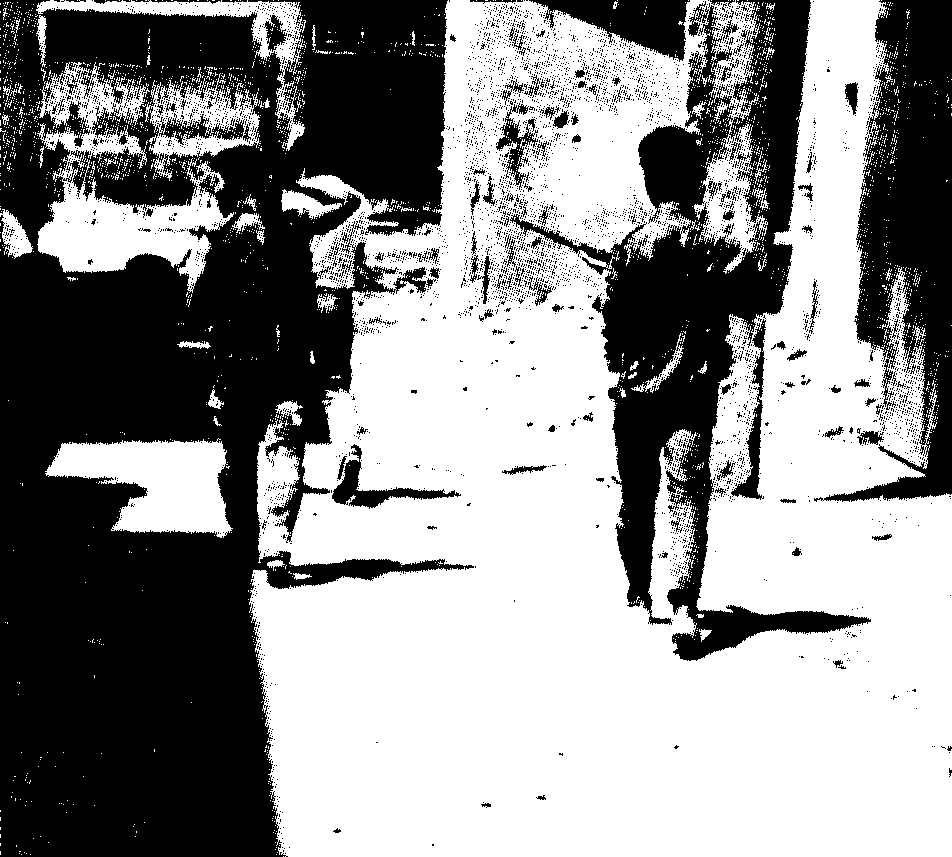
مقاتلو حزب الله المسلحون يقومون بدورية في أحد أحياء الضاحية الجنوبية لبيروت في الثمانينات.

في 17 شباط 1988، قام مقاتلو حزب الله بخطف العقيد الأمريكي ويليام ر. هيغينز، من الطريق الساحلي في جنوب لبنان، أثناء عودته من اجتماع مع مسؤول محلي من حركة أمل، وكان هيغينز يرأس مهمة مراقبي الأمم المتحدة. أيضًا في وقت سابق من ذلك الشهر، اختطفت قوات حزب الله - لفترة وجيزة - اثنين من عمال الأونروا، من منطقة تسيطر عليها أمل تقع بالقرب من صيدا. عدّ نبيه برّي تلك العمليات التي قام بها حزب الله خرقًا لمناطق سيطرته، وأمر بإجراء عملية بحث وإنقاذ مكثفة في إقليم التفاح في أعقاب حادثة هيغينز. من جانبه، دعم حزب الله مطالب الخاطفين ونفى أي مسؤولية عن الخطف. امتدت عمليات التمشيط التي قامت بها قوات أمل، إلى القرى الواقعة تحت سيطرة حزب الله، حيث جرت سلسلة من الاعتقالات وعمليات تفتيش للمنازل،  وردّ حزب الله على تلك الأعمال بقتل ضابط - مرتبط بحركة أمل - في الجيش اللبناني، عن طريق مهاجمة نقطة تفتيش لحركة أمل، على مشارف من قرية حاروف في منطقة جبل عامل. وتعد هذه الحادثة، هي المُفجّر الرئيس لما اصطلح عليه حرب الإخوة بين الجانبين.

### القتال في النبطية والغازية
في 5 نيسان 1988، خلال المراحل الأولى من العمليات الهجومية التي أطلقتها أمل،  تمكّن حزب الله من احتلال النبطية - كبرى مدن جبل عامل في جنوب لبنان - والقرى المحيطة بها،  حيث سيطر على مواقع ومكاتب أمل في المدينة، إضافة إلى استيلاءه على قرية الغازية في صيدا. إلا أن أمل ردّت بهجوم مضاد، استطاعت من خلاله استعادة النبطية، ثم شرعت في مهاجمة مقاتلي حزب الله في صور والمناطق المحيطة بها، لينتقل النزاع جنوبًا إلى صدّيقين. على الرغم من محاولات الوساطة التي قام بها إمام محلي في النبطية،  إلا أن القتال استمر دون انقطاع، فاستعادت أمل على إثره مواقعها التي فقدتها بسبب هجمات حزب الله السابقة، كذلك أعادت سيطرتها إلى قرى جبشيت، الدوير وزوطر الشرقية الثلاث، التي كانت تعتبر في السابق معاقلًا لحزب الله. كانت الصدامات المسلحة مصحوبة بحرب نفسية، حاولت أمل من خلالها الضغط على منافسها، ونسب برّي الانتصارات العسكرية التي حققتها حركته، إلى الدعم الشعبي واسع النطاق. وبحلول منتصف نيسان، أعلنت أمل انتصارها على ما وصفته بـ«التطرف والاختطاف السياسي»، معلنة إنهاء الوجود العسكري لحزب الله في الجنوب،  حيث طردت عددًا من رجال الدين المنافسين لها إلى البقاع.
في وقت سابق من ذلك الشهر، عقب اندلاع العنف بين الجانبي، وصل وفد إيراني رفيع المستوى برئاسة أحمد جنتي إلى لبنان، وأعنت خلال مؤتمر صحفي عقد في 22 نيسان عن تشكيل لجنة من خمسة أعضاء لحل الأزمة، وتألّفت اللجنة من جنتي وممثلين عن أمل وحزب الله. مع ذلك، فشلت اللجنة في إقناع الطرفين بالتوصل إلى اتفاق فيما يتعلق بوجود قوة الأمم المتحدة المؤقتة في البلاد (اليونيفيل)، ووقف إطلاق النار مع إسرائيل، بعد معارضة من حزب الله. اندلع القتال مرة أخرى بعد أيام من انعقاد مؤتمر جنتي، هذه المرة في وادي البقاع في 26 نيسان،  حيث داهمت قوات الكوماندوز الإسرائيلية معقلًا لحزب الله في قرية ميدون الجنوبية يوم 2 أيار، مما دفع حزب الله إلى طلب مزيد من المساعدة من الحرس الثوري الإيراني.

### معارك الضاحية الجنوبية لبيروت

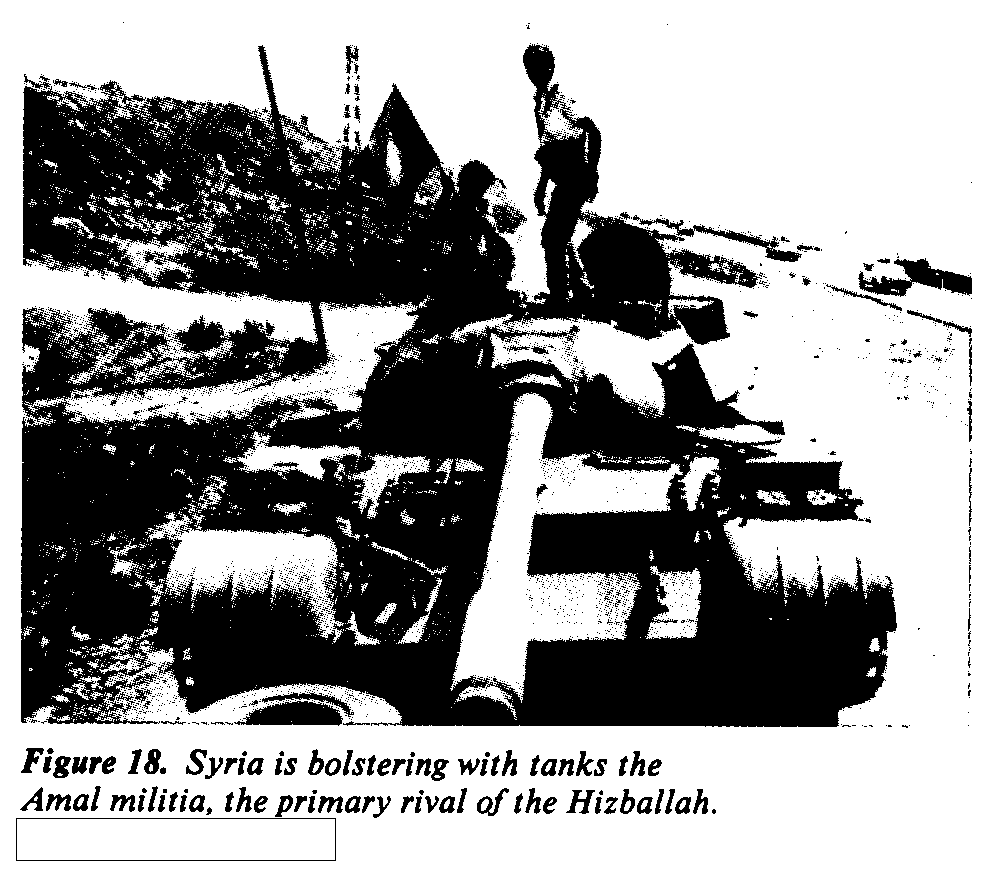
بعض مقاتلي حركة أمل يعتلون دبابة قدّمها الجيش العربي السوري للحركة.

في أوائل شهر أيار، قُتل عضوان من حركة أمل عند حاجز طريق لحزب الله في جنوب غرب بيروت. وشهدت الاشتباكات التي تلت ذلك انشقاقات من أمل وأدّت إلى احتلال حزب الله لمواقع حركة أمل في أحياء الشياح وغبيري.

موقع الضاحية الجنوبية.

بدأت أمل هجومًا كبيرًا في 6 أيار ضد منافسها في الضاحية الجنوبية لبيروت، واجتاحت مواقع حزب الله في الحي خلال الـ 36 ساعة الأولى من القتال. في اليوم التالي، في هجوم مخطط له بعناية، قامت قوة كبيرة مشتركة من حزب الله والحرس الثوري الإيراني - قادمة من وادي البقاع - بالتسلّل إلى الضاحية الجنوبية دون أن تكتشفها القوات السورية، حيث أحرزت تقدمًا سريعًا داخل مواقع أمل. وبعد أن احتل حزب الله المواقع الرئيسية في المنطقة ليلة ذلك اليوم، أدى تدخل للسفارة الإيرانية إلى وقف إطلاق النار لمدة 16 ساعة. بعد ظهر اليوم التالي، تجدد القتال بين الجانبين، وبالرغم من محاولات وقف إطلاق النار المتقطعة، استمر القتال بشكل يومي وامتدّ لأيام تلت تلك الاشتباكات. ولتهدئة الأمور وفرض وقف لإطلاق النار، تقدّم رئيس شعبة الاستخبارات العسكرية السورية في لبنان العقيد غازي كنعان؛ بمقترح مدعوم من برّي، يقضي بنشر قوات سورية في الضاحية الجنوبية لبيروت.
في 11 أيار، حُوصِرَ مقاتلو حركة أمل في الطرف الغربي من الضاحية، ثم خسرت الحركة مقرها في برج البراجنة لصالح حزب الله، وبقيت تُسيطر فقط على الشياح وأجزاء من الغبيري. وكثّف حزب الله عملياته، فسيطر على حوالي ثمانين بالمائة من الضاحية، ومنها حي معدي، حارة حريك، بير العبد وحي معوض. وبحلول ذلك اليوم، قُتل ما يصل إلى مائة وخمسين شخصًا وأصيب مئات آخرون. اجتمع ممثلون من سوريا وإيران وأمل وحزب الله في السفارة الإيرانية في بيروت وشكلوا لجنة رباعية في ذلك اليوم، بهدف إنهاء النزاع وصاغوا بيانًا لوقف إطلاق النار. في 12 أيار، كجزء من شروط الاتفاقية، بدأت قوة أمنية مشتركة تضم القوات السورية، الحرس الثوري الإيراني، مقاتلي حركة أمل وحزب الله بالقيام بدوريات في الضاحية.
بعد 48 ساعة من إعلانه، انهار وقف إطلاق النار، ولعبت معارضة سوريا وأمل لتجديد بقاء حزب الله في جنوب لبنان كما كان قبل شهر نيسان (بدء الاشتباكات) دورًا في فشله. في 13 أيار، بدأ حزب الله هجومًا دفع مقاتلي أمل للتوجه جنوبًا إلى المحيط الخارجي للضاحية، واحتل بذلك منطقة الأوزاعي. وعندما وصل مقاتلو الحزب إلى الطريق الرئيسي الذي يربط العاصمة بمطار بيروت الدولي، اشتبكوا مع كتيبة حراسة عسكرية سورية كانت تُعسكر ضمن نقطة تفتيش هناك، مما أدى لمقتل جندي سوري وخمسة من مقاتلي الحزب. في ذلك اليوم، التقى نائب وزير الخارجية الإيراني حسين شيخ الإسلام مع العميد السوري علي حمود الذي هدد بـ «القضاء على أي ميليشيا» في المناطق الخاضعة للسيطرة السورية كرد على الحادث، واتفق كلاهما على وقف إطلاق نار آخر، تم انتهاكه في 15 أيار، بعد يومين من إعلانه. دخل وقف إطلاق النار السابع حيز التنفيذ في الليلة التالية لكنه انهار هو الآخر، فتجدّد الاشتباكات في 17 أيار. وصلت سيطرة حزب الله، منذ بدء القتال، لما يصل إلى تسعين بالمائة من الضاحية، بينما قتل قرابة 250 شخصًا. كانت الحكومة السورية تدرس بالفعل إدارة الوضع بنفسها،  وبحلول 18 أيار، نشرت ما بين 5000-7000 جندي في بيروت الغربية،  واُعلمَ الجنود من قبل آمريهم بأن التوجّه صوب الضاحية هي مجرد مسألة وقت. هذه التحركات السورية، جعلت حزب الله يُحذر من أن الرهائن الغربيين المحتجزين لديه في الضاحية سيقتلون إذا دخلت القوات السورية المنطقة، بينما كان برّي يضغط من أجل تدخل الرئيس السوري حافظ الأسد. من جانبها، خشيت إيران من مواجهة مسلحة بين سوريا وحزب الله، فكثفت جهودها الدبلوماسية لتأجيل التدخل السوري المخطط له. وفي 21 أيار، تم التوصل إلى اتفاق آخر لوقف إطلاق النار من قبل اللجنة الرباعية السابقة،  مما أدى إلى تناقص وتيرة القتال بين الجانبين. عارض ممثلو سوريا وحركة أمل خلال المفاوضات المتصلة بالهدنة، مُقترحًا إيرانيًا يدعمه حزب الله، يهدف لإنشاء قوة حفظ سلام سورية ـ إيرانية مشتركة، بدلًا من أن تكون قوة سورية صرفة. أيضًا، برزت مسألة عدم الاطمئنان لاستئناف تأسيس حزب الله في جنوب لبنان على الطاولة.
في 24 أيار، تجدّد القتال مرة أخرى، وفقدت حركة أمل مواقعها المتبقية في الغبيري، محتفظة فقط بحي الشياح في الضاحية الجنوبية لبيروت. في اليوم التالي، في مدينة اللاذقية الساحلية السورية، توصّل الأسد مع كبار ممثلي حزب الله، إلى اتفاق سمح بنشر قوات عسكرية سورية في الضاحية. وكان على المقاتلين من كلا الجانبين الانسحاب من الشوارع والتراجع إلى مواقع مُحددة في جميع أنحاء الضاحية، وسُمِح للفصيلين بالاحتفاظ بمكاتبهم. وكان عدد القتلى، حينئذ قد وصل إلى ثلاثمائة شخص. في 27 أيّار، عند الساعة 11 صباحًا، دخلت القوات السورية الحي، واختفى قبل ذلك المقاتلون من الشوارع. شملت المرحلة الأولى، انتشار ثمانمائة جندي سوري ومائة من قوات الدرك اللبنانية، في حين تضمنت المرحلة الثانية انتشار 3,500 جندي سوري. في الأوّل من حزيران، وافق كل من حزب الله وحركة أمل على تبادل 200، ثم 58 رهينة على التوالي. تسبب القتال في أضرار جسيمة بالممتلكات في الضاحية، ونزح ما يصل إلى 400,000 شخص من السكان.

### أعمال العنف المتقطعة والحرب الإعلامية
لم تتوقف الحرب الإعلامية المتبادلة بين الطرفين أبدًا. وفي 29 أيَّار، نشرت أمل ادعاءات، مُستشهدة باستجواباتها لأسرى من حزب الله، بأن منافسها، تعاون خلال المصادمات المسلحة مع فصائل الحرب المسيحية الممثلة بالقوات اللبنانية. وبينما نفى حزب الله هذه الاتهامات، أكدَّ أن بعض أعضائه ما يزالون في الأسر. على صعيد متّصل، اتُّهِمت أمل باستخدام التعذيب ومحاولة إضعاف ما توصف بالمقاومة الإسلامية. خلال اشتباكات بيروت وبعد شهرين منها، تحديدًا في شهر تموز، جرت بين الطرفين مواجهات غير مباشرة في وادي البقاع. جذبت اشتباكات البقاع أسرتين محليتين في المنطقة في مسار تصادمي، حيث كانت كل منهما تدعم إحدى الفصائل المتحاربة. خلال محاولات الوساطة، أصبحت الخلافات الأخرى حول عدد من القضايا، تتصاحب من حين لآخر، بمناوشات وعمليات خطف وإعدام، حتى بدأت تتصاعد في شهر أيلول من ذلك العام. في 22 أيلول/سبتمبر 1988، قتل حزب الله في جبل عامل ثلاثة من كبار قيادات حركة أمل، هم: «داود داود» (عضو المكتب السياسي رئيس الهيئة التنفيذية في الحركة) مع محمود فقيه (المسؤول التنظيمي العام) وحسن سبيتي (مسؤول الخدمات الاجتماعية في النبطية). ردّت أمل على عملية الاغتيال بطرد فروع حزب الله وعائلاتهم من أراضيها، وحدّدت ثلاثة أفراد اتهمتهم بالتورّط في الاغتيالات وطالبت بتسليمهم إلى السلطات السورية. على الرغم من محاولات حزب الله التنصّل من العملية بإلقاء اللوم على طرف ثالث، تصاعدت في منتصف شهر تشرين الأوّل وتيرة القتال بينهما. فاندلعت الاشتباكات في حي الشياح والبقاع، واشتدّ الصراع في بيروت في الشهر التالي، مما أسفر عن مقتل ثلاثين شخصًا في 21 تشرين الثاني، بينهم أربعة من كبار مسؤولي حزب الله، بسبب انفجار سيارة مُفخّخة استهدفت صبحي الطفيلي القيادي في حزب الله (لاحقًا أصبح أوّل أمين عام للحزب). امتدت المواجهات لأوّل مرة منذ العام 1987، إلى الأجزاء التي تسيطر عليها سوريا في بيروت الغربية ورأس بيروت. ما جعل القوات السورية تنهي القتال بنزع سلاح الوحدات من الجانبين.
قامت حركة أمل فيما بعد بعدة خطوات سياسيَّة بهدف تأمين جبهاتها الأخرى من أجل تركيز جهودها الحربية على حزب الله، وذلك خوفًا من توسع حزب الله جنوبًا في اتجاه النبطية. شملت هذه الخطوات توقيع اتفاقية سلام في 22 كانون الأول مع حركة فتح، التي يتزعمها عرفات الفصيل الرئيسي لمنظمة التحرير الفلسطينية المستقرة في منطقة صيدا. ولنفس الغرض، عمل برّي أيضًا على تحسين علاقات حركة أمل مع العشائر في البقاع.

### حرب إقليم التفاح
في 31 كانون الأول عند الساعة 3:30 مساءً، اندلعت المصادمات بين الجانبين مجددًا في حي الشياح الجنوبي في بيروت وفي مناطق روضة الشهيدين وعبد الكريم الخليل وأجزاء من الغبيري، حتى تدخلت لجنة أمنية مشتركة بعد ساعتين من الاشتباكات. فرّت مئات العائلات من الضاحية الجنوبية إلى بيروت الغربية،  وامتدّ القتال لاحقًا إلى إقليم التفاح في جنوب لبنان في 2 كانون الثاني عام 1989، ثم في 7 كانون الأول، وصل القتال إلى وسط بيروت ومنطقة خندق الغميق، وهما جزءان يُسيطر عليهما السوريون في بيروت الغربية. واستمر القتال لمدة ثلاث ساعات، حتى تدخّل القوات السورية. وبحلول ذلك الوقت، كان الصراع مُرتكزًا في بيروت، وكان هنالك ما تزال اشتباكات مُتقطّعة في الإقليم. في 6 كانون الثاني، اتهمت حركة أمل منافسها بقصف منزل في جباع، بينما اتهم حزب الله حركة أمل بقصف مواقعها في اللويزة وجبل صافي. ألقى حزب الله باللائمة في أعمال العنف على حركة أمل، وقال أنه صدّ لها هجومًا مزدوجًا على النبي صافي.
في 8 كانون الثاني، ركّز حزب الله وجوده في جبل صافي، وهي منطقة جبلية تقع بين المناطق التي تسيطر عليها حركة أمل وجيب جيش لبنان الجنوبي المدعوم من إسرائيل. شن حزب الله هجومًا مفاجئًا غربًا على مواقع أمل في جباع والمناطق المحيطة بها في الإقليم، واستولى على المدينة، إلى جانب كفرفيلا، كفر ملكي وكفرحاتا. هاجمت حركة أمل تلك الليلة كفرفيلا، وانتهت المصادمات في صباح اليوم التالي في 9 كانون الثاني، عندما استعادت المدينة بعد مواجهات عنيفة بين الساعة 7 و 10 صباحًا استخدمت خلالها القنابل اليدوية والأسلحة. وبعد استعادتها، بدأت الحركة في مُداهمة المنازل بحثًا عن عناصر حزب الله المتبقية في كفرفيلا. وقامت قواتها بالشيء نفسه في وقت سابق في قريتي كفرحاتا وكفرملكي بعد انسحاب حزب الله منهما ومن قرية مجدل. أفاد وفد أمني لبناني زار تلك القرى تقريره أنه عثر على عشرات الجثث على طول الشوارع هناك، وأن بلدة كفرفيلا تعرّضت للقصف بشكل مُتقطّع من قبل مدفعية حزب الله في اللويزة وعين بوسوار وجبل صافي. احتشدت مجموعة من النساء احتجاجًا على العنف في كفرحاتا،  وتم تنظيم إضراب عام في جميع أنحاء جنوب لبنان نظمته قيادة حركة أمل الإقليمية تضامنًا مع الضحايا. بعد المعركة السابقة في كفرفيلا، توجهت قوات حركة أمل إلى بلدة جباع من عين قانا وعين بوسوار. حشدت الحركة ثلاثمائة من قواتها في مدينة صور لتعزيز هجومها المضاد في الإقليم، وقالت أنها حاصرت عناصر حزب الله في جزء من جباع، قالت أنها سيطرت عليه في أعقاب اشتباكات بدأت في الساعة 9:30 صباحًا عند أطراف المدينة من الجانب المطل على عين قانا. ثم جمعت حركة أمل أكثر من ألف من مقاتليها لتعزيز مواقعها، بينما حشد حزب الله خمسمائة مقاتل من البقاع. انتشر المسلحون على مداخل القرى والبلدات في جميع أنحاء منطقة النبطية، واحتجز رجال ملثمون عناصر تابعة لحزب الله عند حواجز الطرق في منطقة النزاع وفي صور. إثر تلك العمليات، نزح عشرون ألف لاجئ من إقليم التفاح إلى صيدا أو إلى الجنوب، وقُتِل ما لا يقل عن واحد وخمسين شخصًا خلال هذين اليومين. وكان من بين القتلى أبو علي حمود مسؤول الأمن المركزي في حركة أمل إلى جانب عشرة أشخاص من أقاربه وحرسه الشخصيين.
وتصاعد القتال في جباع وفي ضواحي عين بوسوار، في 10 كانون الثاني عند حوالي الساعة 11:30. قامت حركة أمل بنشر قوة إغاثة قوامها قرابة خمسمائة مقاتل في المنطقة التي تشمل اللويزة، النبي صافي وعين بوسوار، فقطعت طرق إمداد حزب الله عن المنطقة. شهدت المعارك استخدام أسلحة المدفعية الثقيلة، وأعلن حزب الله أنه صدّ هجوم حركة أمل على عين بوسوار وأن البلدة تتعرض للقصف إلى جانب جباع من مواقع حركة أمل في قريتي صربا والزهراني. دُفن عشرة من أعضاء حركة أمل قُتلوا خلال اشتباكات سابقة في كفرحاتا في ذلك اليوم، ورافق موكب الجنازة مظاهرة مؤيدة للحركة. في 11 كانون الثاني، شنّت حركة أمل سلسلة من الغارات في جميع أنحاء منطقة صور، وعثرت الحركة على مستودع أسلحة تابع لحزب الله في قرية معروب وفي منطقة بنت جبيل وسط مصادمات مستمرة في الإقليم. في اليوم التالي، شنّت حركة أمل هجومًا فاشلًا على جباع وفشلت في اختراق دفاعات حزب الله. شارك حوالي ستمائة من مقاتلي أمل في الهجوم، رافقتهم هجمات صاروخية ومدفعية في زفتا وعرب صاليم والمروانية وحومين الفوقا،  لكنهم لم يحققوا مكاسب إقليمية كبيرة. وقال حزب الله الذي كان ما يزال يسيطر على مدخل جباع المطل على كفرفيلا  إنه صدّ الهجوم.
دار الصراع حول جباع خلال اليومين المقبلين، ووقعت بعض الاشتباكات في عين بوسوار واستهدفت طلقات القناصين كفرفيلا من جباع. في 13 كانون الثاني، اقترح المفتي الجعفري الممتاز عبد الأمير قبلان خطة لفك الاشتباك. رحبّ بها كل من بري ومحمد مهدي شمس الدين رئيس المجلس الإسلامي الشيعي الأعلى بالمقترح الذي اشترط العودة إلى الوضع الذي كان قائمًا قبل حرب الإقليم. قال حزب الله ممثلًا بالطفيلي والموسوي أنه رحب بالمقترح من الناحية النظرية، ولكنه طلب ضمانات بالسماح للحزب بمواصلة عمليات المقاومة ضد إسرائيل. وقع إضراب عام آخر نظمته حركة أمل في ذلك اليوم، وشمل أجزاء مختلفة من لبنان، بما في ذلك الجنوب، البقاع والضاحية الجنوبية في بيروت، إدانةً لأحداث «السبت الأسود» و «مجازر» أخرى اتُّهمّ حزب الله بارتكابها في وقت سابق من ذلك الشهر. بحلول 16 كانون الثاني، اقتُصر النزاع على تبادلات إطلاق نار طفيف نسبيًا على الخطوط الأمامية التي رُسمت خلال القتال السابق في الإقليم. انسحب كل من حركة أمل وحزب الله لفترة، كجزء من خطة وقف إطلاق نار غير رسمي، من أجل السماح لأعضاء الصليب الأحمر بالدخول إلى منطقة الحرب وخارجها. وشيّعوا قتلاهم في مسيرات في صور والضاحية، رافقتها مظاهرات تضامنية. دخل الجانبان في حرب اتهامات على مدار الأيام التالية، وترافق ذلك مع اشتباكات متجددة في 17 كانون الثاني بعد وقت قصير من مغادرة الصليب الأحمر للمنطقة. ألقت حركة أمل باللائمة على على حزب الله بسبب التصعيد، وقالت أنها صدّت هجومًا قام به الحزب، مُستغلا الضربات المدفعية الإسرائيلية على مواقع حركة أمل في جرجوع، الأمر الذي نفاه حزب الله. في 19 كانون الثاني، قصفت حركة أمل من صربا، مواقع حزب الله في جبل صافي، ووقعت اشتباكات على الخطوط الأمامية لكفرفيلا، جباع، جرجوع، عين بوسوار والضاحية الجنوبية في بيروت.
بينما كانت المحادثات جارية في دمشق لإنهاء النزاع بعد يومين من الهدوء النسبي في الضاحية والإقليم، تجدّدت الاشتباكات ليلة 22 كانون الثاني، وتصاعدت في الليلة التالية حتى صباح 24 كانون الثاني. وقال حزب الله أنه صدّ هجومًا لحركة أمل، مصحوبًا بقصف صاروخي ومدفعي على جباع. وكجزء من المفاوضات، قال حزب الله إنه سيسلم الأشخاص المسؤولين عن اغتيال قادة حركة أمل الثلاثة في العام السابق إلى السلطات السورية شريطة منحه أرضًا في منطقة حركة أمل، يمكنه من خلالها أن يشن هجمات مسلحة على إسرائيل وجيش لبنان الجنوبي، إضافة إلى منحه عضوية قيادية في غرفة عمليات جنوب لبنان الخاضع لحركة أمل. كانت هذه بعض نقاط الخلاف الرئيسية خلال الاجتماعات،  وتم التوصل إلى اتفاق مبدئي من ثلاث نقاط في دمشق في 25 كانون الثاني والذي أعلنته سوريا وإيران،  مما أفسح المجال أمام اتفاق رسمي لوقف إطلاق النار. حتى تلك اللحظة، قُتل أكثر من مائة وأربعين شخصًا في قتال كانون الثاني. إلا أن اتفاق وقف إطلاق النار انهار بعد ساعات، حين بدأ الطرفان بالقتال على جباع في نفس اليوم. واشتد تبادل إطلاق الصواريخ والمدفعية بعد الساعة 1:30 ظهرًا عندما أطلقت حركة أمل النار على جباع وعين بوسوار باستخدام أسلحة مدفعية من عيار 122 ملم و 130 ملم متمركزة في صربا وزفتا والمروانية. وردّ حزب الله بقصف مواقع حركة أمل في كفرفيلا وعين قانا. تصاعد القتال في الضاحية الجنوبية لبيروت في اليوم التالي حول مقر حركة أمل في تحويطة الغدير وفي أجزاء أخرى من الضاحية. نسبت حركة أمل التصعيد العسكري في بيروت إلى حزب الله وألقت باللائمة عليه، وقد استأنفت الحركتان تبادل إطلاق نيران المدفعية في الإقليم عند الساعة 9:30 مساءً وعززتا خطوطهما الأمامية هناك.

### اتفاق دمشق الأول
في 30 كانون الثاني، وقع ممثلون عن حركة أمل وحزب الله على اتفاق في دمشق، عُرف لاحقًا باسم اتفاق دمشق الأوّل،  وتم الاتفاق بعد يوم من اجتماع مسؤولين سوريين وإيرانيين في دمشق، حيث أعدوا مسودة للوثيقة قبل استدعاء قادة الفصائل المتحاربة إلى العاصمة السورية. أشرف على الاتفاقية وزير الخارجية السوري فاروق الشرع، ونظيره الإيراني علي أكبر ولايتي. اشترطت الاتفاقية وقف إطلاق النار والأعمال العدائية بين الطرفين والعودة إلى الوضع الذي كان قائمًا قبل شهر نيسان 1988 في جنوب لبنان - قبل طرد حزب الله منه - وانسحاب جميع رجال الميليشيات من جباع وعين بوسوار وإنشاء غرفة عمليات مشتركة لتنسيق «المقاومة» ضد إسرائيل، والسماح لقوة الأمم المتحدة المؤقتة في لبنان بالعمل بحرية في البلاد دون مضايقتها. كما شمل الاتفاق نقطتين رئيسيتين أخريين هما الاعتراف بمسؤولية حركة أمل عن أمن جنوب لبنان مع السماح لحزب الله باستئناف الأنشطة السياسية والاجتماعية هناك، وتسليم الضاحية التي سيطر عليها حزب الله إلى الخطة الأمنية التي ترعاها سوريا لبيروت.

### اشتباكات بيروت الغربية
في تمام الساعة العاشرة من الليلة الأولى من تموز، اشتبكت حركة أمل وحزب الله مرة أخرى في بيروت الغربية في منطقتي خندق الغميق وزقاق البلاط. القتال الذي ظلت أسبابه غير واضحة، انتشر بشكل متقطع وتدريجيًا إلى مناطق أخرى في بيروت مثل: المصيطبة، وتصاعد سريعًا في صباح اليوم التالي في حوالي الساعة 7:45 صباحًا، بعد ست ساعات من الهدوء النسبي. شارك الجانبان في حرق ونهب الممتلكات على طول شارع حي اللِجا وجسر سليم سلام. بدأت القوات السورية بالتدخّل في أحياء لم تنتشر فيها الاشتباكات بعد، لمنع امتداد القتال فيها، وبدأ فريق أمني مشترك يضم حركة أمل وحزب الله والقوات السورية بالقيام بدوريات في منطقة النزاع في الساعة 8:30 مساءً لفرض اتفاق دمشق لوقف إطلاق النار. وقابل ممثلون من الجانبين فيما بعد ضابط المخابرات السوري علي حمود في مكتبه في فندق بوريفاج (مقر المخابرات العسكرية السورية في لبنان) في بيروت، وأعلنوا التزامهم بوقف إطلاق النار.
في 7 تموز، أدى الخلاف حول توزيع صحيفتي أمل والعهد عند نقطة تفتيش مشتركة بين حركة أمل وحزب الله في منطقة الأوزاعي في الضاحية الجنوبية لبيروت إلى اشتباكات في الشوارع، امتدت بحلول الساعة 2:30 بعد الظهر إلى منطقتي الجناح وبئر حسن. تلاشى القتال بعد ساعة من انتشار الجيش السوري في المنطقة، بيد أنّه اندلع مرة أخرى في حوالي الساعة التاسعة مساءً، وامتد بعد ذلك إلى المناطق المحيطة بالسفارة الإيرانية بالقرب من الطريق إلى المطار. استؤنفت الاشتباكات في 8 تموز عند الساعة 9:25 مساءً، وأسفر التصعيد التالي عن أضرار جسيمة في الممتلكات، خصوصًا في حارة حريك والمناطق المحيطة بالسفارة الإيرانية. ظل الوضع مُتوترًا وبقي كلا الطرفين في حالة تأهب قصوى على الرغم من الجهود الدبلوماسية المشتركة في العاصمة السورية لفرض اتفاق دمشق. أدّت طلقات القناصة في الغبيري وحارة حريك خلال ساعات الفجر الأولى من يوم 9 تموز إلى تصعيد القتال، حيث اشتبك الجانبان عند مداخل الضاحية بالمدافع الرشاشة والمدفعية، مما أدى إلى عزل الضاحية عن بقية بيروت الغربية. حدث القتال - الذي أدى إلى مقتل تسعة أشخاص - أثناء زيارة رسمية كان يقوم بها برّي إلى طهران.
قالت حركة أمل أنها شنت هجومًا مُضادًّا في حوالي الساعة 3:30 مساءً لاستعادة نقاطها في الأوزاعي التي فقدتها قبل ذلك بيومين، واتهمت منافسها بأنه بدأ القتال بعد تسلل عناصر حزب الله إلى أراضيها في المنطقة. هدأ الوضع تدريجيًا بعد نشر لجان أمنية مشتركة في الغبيري وحي فرحات، والتي دعت إلى وقف إطلاق النار في ذلك المساء. نُشِرت فرقة من الجيش السوري، تتألف من ثلاثمائة جندي على طول الطريق من الأوزاعي إلى الطريق الساحلي الرئيسي في حوالي الساعة 8:45 مساءً، وكانت قوات أخرى مُتمركزة في مناطق النزاع المختلفة لفصل الأطراف المتحاربة.

### معارك البقاع تثير حربًا جديدة في الجنوب
بدأت الاشتباكات العنيفة في البقاع الغربي في ليلة 3 كانون الأول في حوالي الساعة 12:00 صباحًا، وتصاعد العنف بعد ذلك إثر اندلاع قتال ما بين الساعة السابعة حتى التاسعة صباحًا في صباح اليوم التالي. تحت غطاء القصف المدفعي المُتكرر، داهم كل من مقاتلي حركة أمل وحزب الله مراكز قيادة بعضهم البعض في قريتي سحمر ومشغرة. بحلول الساعة الثانية والنصف ظهرًا، سقطت سحمر بيد حزب الله بعد معارك شوارع دارت فيها، حيث أصيب محمد عباس المسؤول العسكري البارز في حركة أمل في البقاع الغربي بجروح - توفي بعدها بأيام - جراء هجوم بقذيفة آر بي جي على مركز قيادة الحركة في البلدة. أقام الجيش اللبناني نقاط تفتيش في وقت سابق عند مداخل سحمر ويحمر، واستولى حزب الله على يحمر دون اللجوء للعنف نسبيًا بعد أن دخل مقاتلوه منازل أعضاء حركة أمل ونزعوا سلاحهم. ثم اشتد القتال في مشغرة في حوالي الساعة 4 مساءً، وتمكّنت حركة أمل من الاحتفاظ بجيب صغير بالقرب من المدخل الشمالي للمدينة. غدت معظم قرى البقاع الغربية تحت سيطرة حزب الله بحلول نهاية اليوم، وهُزِمت حركة أمل بشكل حاسم وفقدت وجودها في المنطقة، وقُتِل 15 شخصًا من بينهم اثنان من قادة حركة أمل في سحمر.
شُكّلت لجنة أمنية مشتركة تتألف من ممثلين عن الفصائل المتحاربة فضلًا عن مسؤولين بالسفارة الإيرانية والجيش السوري. تدخّلت اللجنة لتطبيق اتفاق وقف إطلاق النار في الساعة 11:00 من صباح يوم 5 كانون الأول، وسُلّم أكثر من 29 من أعضاء حركة أمل الذين أسرهم حزب الله. عاد الوضع تدريجيًا إلى الحالة الطبيعية، في حين تم سحب المسلحين والمنشآت المدفعية من منطقة النزاع كجزء من شروط وقف إطلاق النار، وقامت اللجنة والصليب الأحمر بتنسيق إجلاء المصابين.
في 7 كانون الثاني، اندلع القتال مرة أخرى في حوالي الساعة 11:30 صباحًا، وكان هذه المرة في بيروت الغربية. اشتبك مسلحو حركة أمل وحزب الله مرارًا وتكرارًا في المناطق الوسطى من خندق الغميق والبسطة التحتا والبسطة الفوقا ووادي أبو جميل ومنطقة الأسواق القديمة. بدأت القوات السورية بالانتشار بعد ساعتين، وسط جهود للتوصل إلى وقف لإطلاق النار. فشلت المحاولات بعد فترة قصيرة من الهدوء النسبي، واستؤنف القتال على أطراف حي المصيطبة حول برج المر وحديقتي الصنائع وحوض الولاية. تم التوصل إلى وقف لإطلاق النار في الساعة 5 مساءً، وتم تنفيذه من قبل الجيش السوري الذي بدأ بالانتشار بالتنسيق مع اللجنة الأمنية المشتركة. بدأ الجانبان بالتعبئة بعد ذلك في جميع أنحاء بيروت الغربية وأحياء الضاحية الجنوبية، ووقعت اشتباكات محدودة بعد ساعة واحدة حول الأسواق وفي حي اللجا، ولكنها تقلصت تدريجيًا بحلول الليل. لم يُسمع سوى طلقات نارية متقطعة في المنطقة من تلك النقطة، وبينما كانت القوات السورية ما تزال قيد الانتشار، أُعلِن عن وقف إطلاق نار رسميًا في الساعة 8 صباحًا من صباح اليوم التالي. لكن أعقب ذلك حرب شوارع متقطعة وقعت في منطقتي برج أبي حيدر ووادي أبو جميل وفي محيط المستشارية الثقافية الإيرانية في الجنوب. بحلول الساعة الثانية بعد الظهر، احتوى الجيش السوري الوضع إلى حد كبير، حيث أقام أكثر من عشرين نقطة تفتيش في جميع أنحاء منطقة النزاع وأرسل دوريات مسلحة إلى بيروت الغربية وأحياء الضاحية الجنوبية، وأمر بإطلاق النار على أي فرد مسلح. تم تأكيد تسع وفيات منذ بداية العنف في بيروت، وبقيت أسباب هذا التصعيد غامضة.
في 20 كانون الثاني، بدأت حركة أمل وحزب الله بالتعبئة في إقليم التفاح وسط توتر متزايد في المنطقة، ونُشِر 2000 من أفراد حركة أمل و1500 من المقاتلين الفلسطينيين في الإقليم. قال مسؤول كبير في حزب الله أن اندلاع الحرب بين الجانبين مجرد مسألة وقت، وأكد أن مقاتلي الجبهة الشعبية لتحرير فلسطين – القيادة العامة حشدوا أيضًا في عين بوسوار وجباع التي يسيطر عليها حزب الله، حيث وصل الأطباء الإيرانيون إليها قبل شهر وتم نقلهم إلى المستشفيات الميدانية هناك. استقبل برّي في ذلك اليوم وفدًا يمثل سكان الإقليم وطمأنهم إلى أن حركة أمل لن تسمح بتصعيد الوضع عسكريًا. قوبلت التعبئة بالإضرابات العامة في صور والنبطية في اليوم التالي، وتم إغلاق المتاجر والمدارس ومؤسسات الدولة. دعا المتظاهرون في شوارع النبطية إلى «إنهاء الفتنة» بين الحركتين، ودعت حركة أمل في صور إلى مسيرة مماثلة. في 22 كانون الأول بدمشق، التقى شمس الدين بمسؤولين سوريين وإيرانيين لمناقشة الوضع في الإقليم. وتمركز حوالي 1500 من مقاتلي حزب الله في المنطقة في هذه المرحلة.
على الرغم من محادثات الوساطة الجارية في العاصمة السورية والتي حضرها نبيه برّي، اندلعت الحرب في نهاية المطاف في 23 كانون الأول في حوالي الساعة 4 صباحًا. بدأ القتال عندما شن حزب الله الذي هدف إلى ربط جيبه في جبل صافي بساحل البحر المتوسط غربًا ومنطقة النبطية جنوبًا، هجومًا شبيهًا بحملته السابقة في شهر كانون الثاني، رغم أن الهجوم الأول جاء من جباع. حسب رواية حركة أمل للأحداث، فقد تعرّضت قرية عين قانا للهجوم أولًا بعد فترة وجيزة من إطلاق قذائف الهاون على مواقع الحركة في جميع أنحاء الإقليم، وتلتها كفرفيلا، وفشل هجوم مضاد لاحق من حركة أمل في استعادة الكثير من الأرض. نُصِب كمين إلى الشمال لموقع حركة أمل قرب بصليا من اتجاهين، في جباع ومجيدل، التي شهدت اشتباكات متكررة، أدّت بمقاتلي حزب الله إلى الانسحاب منها. وحين بدأت التعبئة، غادرت مئات العائلات الإقليم، واُقيمت حواجز أخرى بالقرب من القرى الخاضعة لحركة أمل، في عين قانا وعرب صاليم ومجيدل، للحد من تسلل فروع حزب الله إلى المنطقة. إلّا أن مقاتلي حزب الله الذين كانوا أقل عددًا ولكنهم أفضل تجهيزًا من حركة أمل، تمكّنوا من احتلال عين قانا وكفرفيلا وبصليا في هجومهم الأول، وكان هناك تقارير متضاربة حول سقوط كفرملكي أيضًا. في اليوم التالي، بدأت حركة أمل هجومًا مضادًا آخر مدعومًا بضربات المدفعية على جباع، لكنها فشلت في تحقيق أي تقدّم كبير في كفرفيلا، بيد أن مقاتليها تمكنوا من التغلغل إلى عين قانا. عزّزت حركة أمل مواقعها في الشمال في مجيدل خوفًا من توغل حزب الله، وتحول القتال إلى مناوشات بسيطة مع حلول الليل، وجر هذا القتل إدانات واسعة من شخصيات شيعية لبنانية بارزة، مثل قبلان وسياسيين آخرين مثل أسامة سعد من التنظيم الشعبي الناصري الذي استضاف «قمة إسلامية وطنية» في مقره في صيدا شجب فيها أعمال العنف. وفي الوقت نفسه، أصر وفد حركة أمل في دمشق برئاسة برّي على إخلاء القرى التي احتلها حزب الله مؤخرًا كشرط مسبق لوقف إطلاق النار المقترح. وفقًا لصحيفة الدِّيار، نفذ حزب الله هجومًا على جرنايا ليلة 25 كانون الأول واستولى على التل. وقعت الاشتباكات في اليوم التالي على خط جرجوع-عين بوسوار الأمامي. وبدا أن حزب الله الذي نشر خمسمائة من مقاتليه الآخرين في الإقليم منذ بدء الحرب، كان يتجه نحو جرجوع وعرب صاليم التي كانت لا تزال تحت سيطرة أمل. وفي نفس اليوم، قام برّي بزيارة للإقليم في محاولة لتعزيز معنويات رجاله، وقضى تلك الليلة بالقرب من الخطوط الأمامية حيث التقى بكبار قادة حركة أمل وحثهم على الالتزام بوقف إطلاق النار الذي تم اقتراحه في دمشق. كانت الاشتباكات حول كفرفيلا وعين قانا قد خفت حدتها بحلول ذلك الوقت، لكن كان ما يزال هناك قتال في جبهة جرجوع في 27 كانون الأول، وفي مساء ذلك اليوم، أعلن نائب وزير الخارجية الإيراني علي محمد بشارتي رسميًا وقف إطلاق النار خلال مؤتمر صحفي عقده في بيروت.
في 14 حزيران، ذكرت صحيفة الحياة أن 2500 شخص قتلوا طوال فترة حرب حركة أمل وحزب الله، بالإضافة إلى إصابة خمسة آلاف نسمة.

### حصار المائة يوم
في 16 حزيران، اجتاح مقاتلو حزب الله قرية جرجوع التي تسيطر عليها حركة أمل، بالإضافة إلى كفرملكي التي تعد أقرب قرية في إقليم التفاح إلى مدينة صيدا الساحلية. وبعد عدة محاولات فاشلة من حركة أمل لاستعادة جرجوع في الأسبوع التالي، قامت الحركة بدلًا من ذلك بالهجوم في كفرملكي في 28 حزيران بدعم من المقاتلين الفلسطينيين من حركة فتح، واستعادت بذلك حركة أمل كفرملكي. قُتل 16 شخصًا خلال الهجوم من بينهم فلسطيني، مما رفع عدد القتلى منذ منتصف حزيران إلى 166.